# Recea (Maramureș)
Recea (in ungherese Lévárdfalva) è un comune della Romania di 5 580 abitanti, ubicato nel distretto di Maramureș, nella regione storica della Transilvania.
Situato nella depressione di Baia Mare, città da cui dista 5 km, lungo la strada europea E58, il comune rurale è composto dai villaggi di Bozânta Mică (Kisbozinta, Klein-Böschendorf), Lăpușel (Hagymáslápos), Mocira (Láposhidegkút), Recea (Lévárdfalva) e Săsar (Zazár), per un totale di 5 453 abitanti nel marzo 2002.

## Geografia fisica

### Territorio
L'orografia della zona è caratterizzata prevalentemente da pianura e colline.. Il territorio amministrativo del comune si estende per 4.988 ettari, di cui 3.508 in zona agricola (1.770 Ha coltivabili, 787 Ha a prato, 681 HA a pascolo e 123 Ha frutteti) e 1080 ettari incolti principalmente boschivi (146 Ha di foreste, 189 Ha di corpi idrici, 107 Ha di vie di comunicazione, 372 Ha urbanizzati e 260 Ha improduttivi).

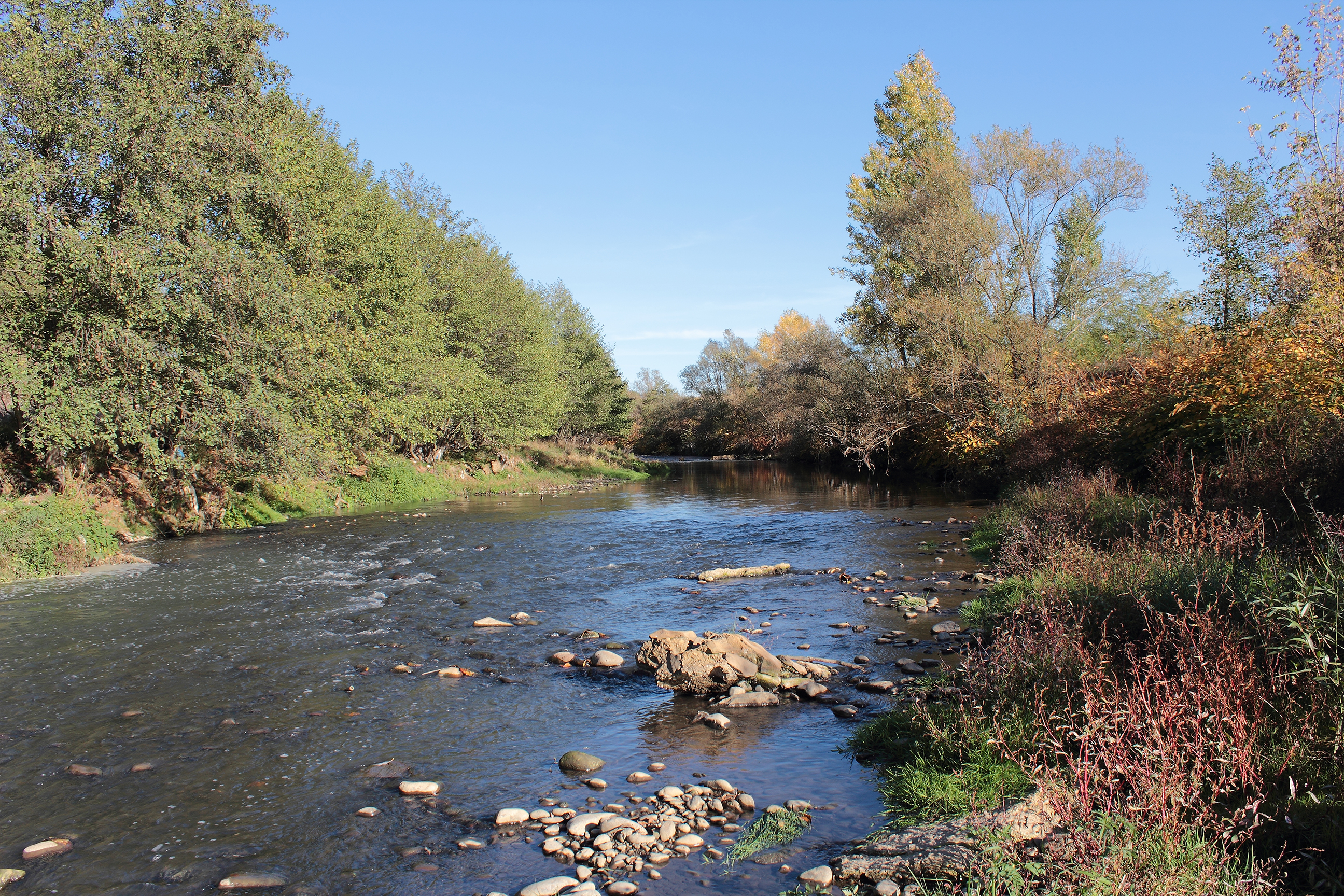
Il fiume Săsar nei pressi dell'omonimo villaggio

La rete idrografica è rappresentata dal bacino dei fiumi Lăpuș e Săsar e fiumi e dal lago artificiale "Două Veveriţe" ("Due scoiattoli"). Il fiume Lăpuş attraversa il comune per una lunghezza di 15 km, irrigando molti prati e terrazze e favorendo l'elevata fertilità delle terre, su cui è coltivata comunemente la vegetazione orticola. Il fiume Săsar percorre il comune per 8 km dal confine con Baia Mare a quello con Bozânta Mare, e passa vicino all'omonimo villaggio di Săsar.
La zona ospita una grande varietà di specie vegetali erbacee ed arboree, a seconda della varietà di terreno, del suolo e del clima. Le foreste coprono un'area di 146 ettari, mentre i campi coltivato a foraggio, pascolo, vigneti e frutteti sono 1894 ettari. La grande biodiversità di vegetazione naturale, insieme ad altri fattori, ha favorito la presenza di diverse specie di fauna selvatica su tutto il territorio comunale, tra cui mammiferi cacciabili, alcuni uccelli stanziali, rettili e insetti specifici. L'allevamento del bestiame è una delle principali fonti di reddito e prodotti da essi derivanti sono commercializzati nella vicina Baia Mare.

### Clima
La zona è caratterizzata da un clima continentale temperato, con inverni miti senza bufere di neve ed estati fresche. La catena montuosa dei Carpazi svolge un ruolo benefico per prevenire il maltempo e il preddo proveniente da nord-est.

## Storia
La zona risulta abitata si dai tempi antichi, grazie alla sua posizione fisica e geografica che hanno favorito la fertilità delle terre e alla ricchezza del sottosuolo. Infatti, lo sviluppo dell'insediamento è strettamente legato all'estrazione dell'oro e alla sua lavorazione.
Il primo documento che descrive la zona risale al 1327 e descrive un rivulus Saxarum (ruscello di sassi), che poi nel corso dei secoli diede origine al nome Săsar e all'omonimo villaggio, già chiamato Zazarbanya (1327), Szaszar (1733), Săsariu (1800), Szesar (1850) e Săsar (dal 1854 a oggi)
Salterio stampato a Iasi nel 1743 scrive: "Nel 1846, il 10 giugno insegnante è morto, il vecchio diac Gavril Gherasim, che prima della sua morte è stato soddisfatto nel suo scopo, si colloca Gheorghe Şeres Cantor, Crai Dorolţ Sasar di entrambi Ariete e per il campo, 1846-1875. Dopo un'altra nota, nel 1818 è stato docente e Cantor Ion Dunca."
La presenza del villaggio di Bozânta risale al 1405 e quello di Mocira nel 1411, mentre più recenti sono Lapusel (1760) e Recea (chiamata Lénardfalu Récz nel 1828).

## Società

### Etnie e minoranze straniere
In base al censimento del 2011, il 94,5% degli abitanti erano rumeni, mentre il 4,1% ungheresi e 1,2% rom.

## Cultura

### Istruzione
Il comune di Recea dispone di cinque scuole, una in ogni villaggio, che comprendono il livello primario e quello secondario di istruzione (gradi I-VIII), in cui lavorano 59 insegnanti e cinque presidi, per un totale di 451 studenti nel 2002. Ogni scuola è dotata di laboratori e sale computer.

### Religione
Dal punto di vista confessionale, la maggioranza degli abitanti è composta da ortodossi (84,15%) e le minoranze includono greco-cattolici (5,00%), riformisti (3,47%) e pentecostali (2,42%), mentre il 2,53% della popolazione non è praticante.

### Eventi
Dal 2012, si svolge nel villaggio di Săsar la festa dell'uva (Festivalul Strugurilor) nel mese di ottobre, con la vendemmia tradizionale in costume, la pigiatura dei grappoli e la preparazione del mosto, seguito da eventi culturali e artistici per valorizzare le tradizioni enogastronomiche, i costumi e i canti popolari tipici.

## Geografia antropica

### Suddivisioni amministrative
Il comune è formato dall'unione di cinque villaggi:
- Bozânta Mică (in ungherese: Kisbozinta; in tedesco: Klein-Böschendorf), 396 abitanti
- Lăpușel (Hagymáslápos), 1 446 abitanti
- Mocira (Láposhidegkút), 955 abitanti
- Recea (Lévárdfalva), 1 187 abitanti
- Săsar (Zazár), 2 016 abitanti

## Economia
Dal punto di vista economico, la vicinanza del comune di Recea con Baia Mare (soli 5 km.) ha contribuito a trasformare il territorio: da una località rurale tipicamente abitata da contadini si è trasformata nella residenza di lavoratori pendolari verso la vicina città, anche se le famiglie mantengono i propri terreni agricoli, tuttora coltivati, da cui ricavano frutta e verdura per il consumo familiare, mentre il surplus viene venduto in città o nei villaggi.
Un'attività importante del comune è costituita da uno stabilimento di piscicoltura, ubicato su un'area allagata nota come "Două Veveriţe" (Due Scoiattoli) di circa 6,5 ettari, parte della quale viene utilizzata anche per la pratica della pesca sportiva.
L'industria è presente con numerose aziende, principalmente con sede a Recea, Mocira e Săsar, per la produzione di impianti industriali e bevande alcoliche, la lavorazione del legno, oltre al settore della macellazione e ai mulini fluviali.
Nel settore dei servizi, nei villaggi sono presenti negozi (tra cui due ipermercati), ristoranti e aziende di commercializzazione dei prodotti agricoli.

## Amministrazione
| Periodo | Periodo | Primo cittadino | Partito                    | Carica  | Note |
| ------- | ------- | --------------- | -------------------------- | ------- | ---- |
| 2004    | oggi    | Octavian Pavel  | Partito Social Democratico | Sindaco |      |

### Gemellaggi
- Recea (Strășeni)

Nel 2016 è stata avviata una proposta di gemellaggio con un'omonima località situata nel distretto di Strășeni, nella Repubblica di Moldavia.

## Sport
La squadra di calcio della ACS Recea, fondata nel 2013, ha debuttato nella Liga II nella stagione 2020-2021.
Il 1º giugno 2016, in occasione della giornata internazionale del bambino, è stato inaugurato il nuovo palazzetto dello sport, in cui sono praticate la pallacanestro e la pallamano.
Dal 2005 viene organizzato a Săsar un torneo giovanile di pallamano, con la partecipazione di squadre rumene e ungheresi.